# Maniceros Fútbol Club
Club Maniceros de El Tigre es un equipo de fútbol venezolano, radicado en El Tigre estado Estado Anzoátegui, que militó en la Tercera División de Venezuela. Disputó sus partidos como local en el Polideportivo San Tomé, propiedad de PDVSA; actualmente tiene como su sede el Estadio Leo Morales, inaugurado a finales del año 2012

## Historia
Fundado el 23 de enero de 2012, por iniciativa del TSU Rafael Ortiz director de deporte de esa ciudad y de la mano del profesor Manuel Soto, quien en alguna oportunidad llevara a la Segunda División de Venezuela a la EF Peñalver el cuadro anzoatiguense comenzó su participación en los torneos profesionales de FVF en la Tercera División Venezolana 2012, torneo disputado en la segunda mitad de la temporada 2011-2012, que fue llamado Torneo de Nivelación 2012. En el mencionado torneo tuvo rivales como Margarita FC, Libertad Socialista FC y el hoy desaparecido Unión Atlético Piar; tras 10 jornadas disputadas, los guerreros del sur lograron culminar en la segunda posición del Grupo Oriental, sumando un total de 17 puntos, logrando así los méritos deportivos para poder disputar la siguiente temporada en la tercera categoría del balompié venezolano.
Tras el semestre de debut, toma parte en la Tercera División Venezolana 2012/13, que comenzó con el Torneo Clasificatorio 2012, en el Grupo Oriental II, teniendo como rivales a Fundación Cesarger FC, Margarita FC y la filial del Deportivo Anzoátegui, Deportivo Anzoátegui B. Muy distinta fue la historia para el cuadro tigrense en relación con el semestre anterior: solo un empate y 9 derrotas a lo largo del semestre, le situaron en la última casilla de grupo. el 14 de octubre de 2012 enfrentó a Estudiantes de Caroní FC, en lo que fue el primer partido del cuadro estudiantil tras la remodelación del Estadio Polideportivo El Gallo, terminando el marcador 3 goles por 1 a favor del cuadro local.
Tras su participación en la primera mitad de la temporada 2012-2013 de la Tercera División, el cuadro anzoatiguense no ha vuelto a tomar parte en los torneos profesionales de la FVF, se ha mantenido compitiendo a nivel local y regional, siendo una de las instituciones del país que cuenta con todas las categorías, incluyendo el fútbol femenino.
En el fútbol menor Fundación Maniceros de El Tigre obtuvo durante el año 2015 grandes logros que le permitieron titularse campeones en las categorías Sub-6, Sub-8, Sub-10 y Sub-12 lo que conllevó a que fuesen designados como Cuerpo Técnico de las selecciones que viajaron a Maracay (Aragua) y Cabudare (Lara) donde se alcanzaron los cuartos de final ubicándonos dentro de las 16 mejores escuelas del país.
Durante este año 20 jugadores de nuestra fundación han formado parte de las selecciones Sub-7 (2009-2010), Sub-8 (2008), Sub-9 (2007), Sub-10 (2006) y Sub-12 (2004) del estado Anzoátegui que nos ha representado en los distintos nacionales organizados por la Liga Nacional de Futbol Menor donde han tenido destacadas actuaciones, resaltando entre ellos Hernán Salazar (Sub07), Andrés Brito Malaspina (2008), Pedro Rodríguez (2008), Carlos A. Wong (2008), Carlos Cagua (2004), Carlos M. Wong (2004) y Marcos Bucan (2004) quienes recibieron el llamado a formar parte de la Selección Nacional Tricolor de sus categorías.
En la actualidad Andrés Brito España ejerce la presidencia del club con un plan de trabajo enmarcado dentro del crecimiento del futbol menor así como el retorno de Maniceros de El Tigre a la elite del balompié, para esto Brito España se ha hecho rodear de un grupo destacado de personas para impulsar las metas trazadas a corto y mediano plazo.